# Miscanthus
A Miscanthus az egyszikűek (Liliopsida) osztályának perjevirágúak (Poales) rendjébe, ezen belül a perjefélék (Poaceae) családjába tartozó nemzetség.

## Előfordulásuk
A Miscanthus növénynemzetség eredeti előfordulási területe Dél-Ázsiában - legnyugatabbra Pakisztánban - és Ázsia keleti részein van. Kelet-Szibéria partjaitól és Japántól délfelé, a Koreai-félszigeten, Kínán és Délkelet-Ázsián keresztül, a Fülöp-szigetekig és Indonéziáig és Pápua Új-Guineáig található meg. Egyes fajok Afrika déli felén őshonosak.

## Rendszerezés
A nemzetségbe az alábbi 15 faj és 1 hibrid tartozik:
- Miscanthus depauperatus Merr.
- Miscanthus ecklonii (Nees) Mabb. - típusfaj
- Miscanthus floridulus (Labill.) Warb. ex K.Schum. & Lauterb.
- Miscanthus fuscus (Roxb.) Benth.
- Miscanthus junceus (Stapf) Pilg.
- Miscanthus × longiberbis (Hack.) Nakai
- Miscanthus lutarioriparius L.Liu ex S.L.Chen & Renvoize
- Miscanthus nepalensis (Trin.) Hack.
- Miscanthus nudipes (Griseb.) Hack.
- Miscanthus oligostachyus Stapf
- Miscanthus paniculatus (B.S.Sun) S.L.Chen & Renvoize
- Miscanthus sacchariflorus (Maxim.) Benth. & Hook.f. ex Franch.
- Miscanthus sinensis Andersson
- Miscanthus tinctorius (Steud.) Hack.
- Miscanthus villosus Y.C.Liu & H.Peng
- Miscanthus violaceus (K.Schum.) Pilg.